# Masdevallia aphanes
Masdevallia aphanes är en orkidéart som beskrevs av Willibald Königer. Masdevallia aphanes ingår i släktet Masdevallia och familjen orkidéer. Inga underarter finns listade i Catalogue of Life.